# Balloniscus glaber
Balloniscus glaber é um tatuzinho-de-jardim da família Balloniscidae que ocorre naturalmente no leste do Rio Grande do Sul. O nome científico da espécie foi publicado validamente pela primeira vez em 1995 por Araujo & Zardo. 